# Radio silbido

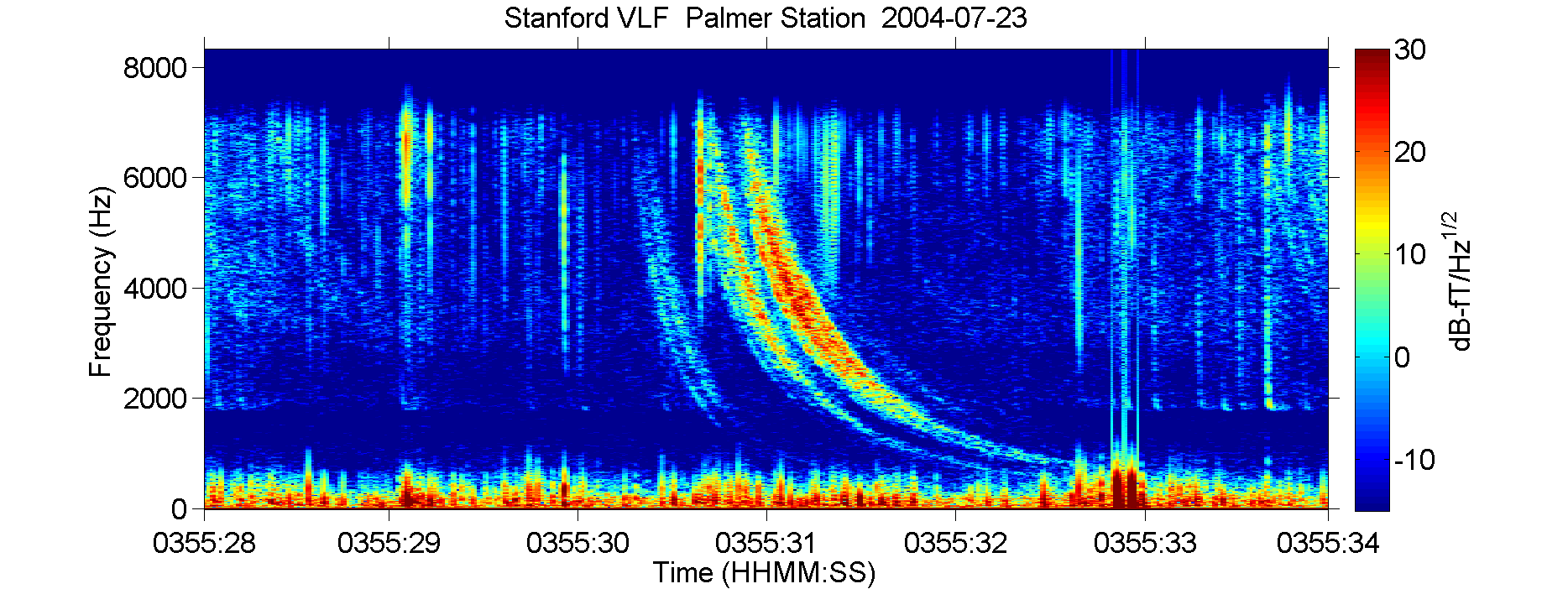
Espectrograma en la banda VLF de una onda electromagnética "whistler", tal como se percibe en el receptor de la Universidad de Stanford situado en la Base Palmer (Antártida)

Se denomina radio silbido, silbador o silbado (whistler en inglés), a una onda electromagnética de radio de muy baja frecuencia, generada por los relámpagos.
Los radiosilbidos se detectaron por primera vez durante la Primera Guerra Mundial. En un espectrograma de banda ancha, su principal característica observable es que su tono desciende rápidamente durante unos segundos, origen del nombre "silbador".
Las frecuencias de los silbadores registrados en la Tierra están comprendidas entre 1 hercio y 30 kHz, con una amplitud máxima generalmente concentrada entre los 3 kHz y los 5 kHz. Aunque son ondas electromagnéticas, sus frecuencias coinciden sensiblemente con las de los sonidos audibles (entre 20 Hz y 20 kHz), por lo que pueden producir fenómenos audibles en sistemas eléctricos analógicos de transmisión y de reproducción de sonido mal aislados electromagnéticamente; y es posible convertir fácilmente estas señales a audio utilizando un receptor adecuado.
Los radio silbidos son causados por las descargas eléctricas que se registran en la atmósfera (principalmente, los relámpagos entre nubes y en las rutas de retorno por la magnetosfera), cuando los impulsos viajan a lo largo de las líneas del campo magnético de la Tierra rebotando de un hemisferio a otro. En este proceso, quedan sometidos a un fenómeno de dispersión de varios kHz, debido a la velocidad más lenta de las frecuencias más bajas a través de los entornos con presencia de plasma presentes en la ionosfera y en la magnetosfera. Por lo tanto, se perciben como un tono descendente que puede durar unos segundos.
El estudio de estos silbidos los clasifica en cuatro tipos: "Pure Note", "Diffuse", "2-Hop" y "Echo Train" (Nota pura, Difuso, Doble salto, y Eco de ferrocarril).
Las naves espaciales Voyager 1 y 2 detectaron actividad similar a un silbado en las proximidades del planeta Júpiter, lo que implica la presencia de rayos en su atmósfera. Este fenómeno pasó a ser conocido como "Silbado Joviano".

## Fuente
El pulso de la energía electromagnética de una descarga de rayos que produce silbidos contiene una amplia gama de frecuencias por debajo de la frecuencia del ciclotrón de electrones. Debido a las interacciones con los electrones libres en la ionosfera, las ondas se vuelven altamente dispersivas y, como las ondas guiadas, siguen las líneas del campo geomagnético. Estas líneas proporcionan al campo una influencia de enfoque suficiente y evitan la dispersión de la energía del campo. Sus caminos alcanzan el espacio exterior a una distancia de hasta 3 a 4 veces el radio de la Tierra en el plano del ecuador y traen energía de la descarga del rayo a la Tierra en un punto en el hemisferio opuesto, que es el conjugado magnético de la posición de emisión de los silbidos de radio. A partir de ahí, las ondas silbantes se reflejan de regreso al hemisferio desde el que comenzaron. La energía se refleja casi perfectamente desde la superficie de la tierra 4 o 5 veces, cada vez con una mayor dispersión y una disminución de la amplitud. En recorridos tan largos, la velocidad de propagación de energía está entre comprendida entre c/10 y c/100 (su valor exacto depende de la frecuencia).

## Historia
Los silbadores probablemente se escucharon ya en 1886, cuando se pusieron en servicio las primeras líneas telefónicas largas, pero la descripción inequívoca del fenómeno la dio Barkhausen en 1919. En 1953, Storey demostró que los silbidos se originan por las descargas de rayos.

## Nomenclatura
Un tipo de señal electromagnética que se propaga en una onda guía tierra-ionosfera, conocida como señal radio atmosférica, puede escapar de la ionosfera y propagarse hacia la magnetosfera. La señal es propensa a la propagación en forma de rebote, reflejándose de un lado a otro en lados opuestos del planeta hasta que queda totalmente atenuada. Para aclarar en qué parte de este patrón de salto se encuentra la señal, se especifica mediante un número, que indica la parte de la ruta de rebote en la que se encuentra en cada momento. En su primera ruta ascendente, se conoce como 0+. Después de pasar la inclinación magnética, se conoce como 1−. El signo + o - indica propagación hacia arriba o hacia abajo, respectivamente. El número representa el semi rebote actualmente en progreso. La señal reflejada se designa 1+, hasta pasar nuevamente el ecuador geomagnético; entonces se denomina 2−, y así sucesivamente.

## Lecturas relacionadas
- Una guía para principiantes sobre los fenómenos naturales de radio VLF - segunda parte.
- El Proyecto INSPIRE - Explorando la radio natural de muy baja frecuencia (programa de portafolio educativo de la NASA).
- Helliwell, Robert A. (1958). «Whistlers and VLF Emissions».  En Odishaw, Hugh; Ruttenberg, Stanley, eds. Geophysics and the IGY: proceedings of the symposium at the opening of the International Geophysical Year. pp. 35-44.
- Romero, R. (2008). Radio Nature. Potters Bar: Radio Society of Great Britain. ISBN 978-1-905086-38-2.

- Datos: Q1815425